# Rivière Noire (vattendrag i Kanada, Québec, lat 45,91, long -76,94)
Rivière Noire är ett vattendrag i Kanada.   Det ligger i provinsen Québec, i den sydöstra delen av landet, 110 km nordväst om huvudstaden Ottawa.
I omgivningarna runt Rivière Noire växer i huvudsak blandskog. Runt Rivière Noire är det mycket glesbefolkat, med 7 invånare per kvadratkilometer.